# گروه بازلی
گروه بازلی (انگلیسی: Beazley Group) شرکت بیمه بریتانیایی است، که در سال ۱۹۸۶ تأسیس شد.